# کریستا گلوئین
کریستا گلوئین (انگلیسی: Krista Guloien؛ زادهٔ ۲۰ مارس ۱۹۸۰) قایقران روئینگ اهل کانادا است.